# Norris Division
Norris Division var en av fyra divisioner i den nordamerikanska ishockeyligan National Hockey League (NHL) där den först tillsammans med Adams Division (mellan 1974/75 och 1980/81) bildade Prince of Wales Conference och sen tillsammans med Smythe Division (mellan 1981/82-1992/93) bildade Clarence Campbell Conference.
Fyra gånger blev lag från "Norris" Stanley Cup-mästare, och alla gångerna var det Montreal Canadiens som vann, 1976, 1977, 1978 och 1979.
Norris Division bildades inför säsongen 1974/1975, då "East Division" bytte namn till "Prince of Wales Conference". Från början innehöll Norris Division de fem klubbar Detroit Red Wings, Los Angeles Kings, Montreal Canadiens, Pittsburgh Penguins och Washington Capitals. Endast under tre av totalt 19 säsonger innehöll Norris sex lag, resterande 16 spelade bara fem lag i divisionen. De sex lag som spelade i Norris Division sista säsongen var:
- Chicago Blackhawks
- Detroit Red Wings
- Minnesota North Stars
- St. Louis Blues
- Tampa Bay Lightning
- Toronto Maple Leafs

## Divisionsmästare
Divisionsmästare blev det lag som vann sin division under NHL:s grundserie
| - 1975: Montreal Canadiens - 1976: Montreal Canadiens - 1977: Montreal Canadiens - 1978: Montreal Canadiens - 1979: Montreal Canadiens | - 1980: Montreal Canadiens - 1981: Montreal Canadiens - 1982: Minnesota North Stars - 1983: Chicago Blackhawks - 1984: Minnesota North Stars - 1985: St. Louis Blues - 1986: Chicago Blackhawks - 1987: St. Louis Blues - 1988: Detroit Red Wings - 1989: Detroit Red Wings | - 1990: Chicago Blackhawks - 1991: Chicago Blackhawks - 1992: Detroit Red Wings - 1993: Chicago Blackhawks |

## Norris Division-titlar
- 7: Montreal Canadiens
- 5: Chicago Blackhawks
- 3: Detroit Red Wings
- 2: Minnesota North Stars
- 2: St. Louis Blues

## Stanley Cup-mästare från Norris Division
- 1975/1976 - Montreal Canadiens
- 1976/1977 - Montreal Canadiens
- 1977/1978 - Montreal Canadiens
- 1978/1979 - Montreal Canadiens

## Lagen som spelade i Norris Division
| 1974/75             | 1975/76 | 1976/77 | 1977/78 | 1978/79 | 1979/80          | 1980/81            | 1981/82               | 1982/83 | 1983/84 | 1984/85 | 1985/86 | 1986/87 | 1987/88 | 1988/89 | 1989/90 | 1990/91 | 1991/92 | 1992/93 |
| ------------------- | ------- | ------- | ------- | ------- | ---------------- | ------------------ | --------------------- | ------- | ------- | ------- | ------- | ------- | ------- | ------- | ------- | ------- | ------- | ------- |
|                     |         |         |         |         |                  | Chicago Blackhawks |                       |         |         |         |         |         |         |         |         |         |         |         |
| Detroit Red Wings   |         |         |         |         |                  |                    |                       |         |         |         |         |         |         |         |         |         |         |         |
|                     |         |         |         |         | Hartford Whalers |                    |                       |         |         |         |         |         |         |         |         |         |         |         |
| Los Angeles Kings   |         |         |         |         |                  |                    |                       |         |         |         |         |         |         |         |         |         |         |         |
|                     |         |         |         |         |                  |                    | Minnesota North Stars |         |         |         |         |         |         |         |         |         |         |         |
| Montreal Canadiens  |         |         |         |         |                  |                    |                       |         |         |         |         |         |         |         |         |         |         |         |
| Pittsburgh Penguins |         |         |         |         |                  |                    |                       |         |         |         |         |         |         |         |         |         |         |         |
|                     |         |         |         |         |                  |                    | St. Louis Blues       |         |         |         |         |         |         |         |         |         |         |         |
|                     |         |         |         |         |                  |                    |                       |         |         |         |         |         |         |         |         |         |         | Tampa   |
|                     |         |         |         |         |                  |                    | Toronto Maple Leafs   |         |         |         |         |         |         |         |         |         |         |         |
| Washington Capitals |         |         |         |         |                  |                    |                       |         |         |         |         |         |         |         |         |         |         |         |
|                     |         |         |         |         |                  |                    | Winnipeg              |         |         |         |         |         |         |         |         |         |         |         |

- Chicago Blackhawks mellan 1980 och 1993
- Detroit Red Wings mellan 1974 och 1993
- Hartford Whalers mellan 1979 och 1981
- Los Angeles Kings mellan 1974 och 1981
- Minnesota North Stars mellan 1981 och 1993
- Montreal Canadiens mellan 1974 och 1981
- Pittsburgh Penguins mellan 1974 och 1981
- St. Louis Blues mellan 1981 och 1993
- Tampa Bay Lightning mellan 1992 och 1993
- Toronto Maple Leafs mellan 1981 och 1993
- Washington Capitals mellan 1974 och 1979
- Winnipeg Jets mellan 1981 och 1982